# Lago Bardawil
El lago Bardawil (en árabe: بحيرة البردويل‎, Buhayrat al Bardawil o سبخة البردويل, Sabkhat al Bardawil) es un lago salado que se encuentra en Egipto, en la costa norte de la península del Sinaí.

## Características
Es un lago poco profundo (de tan solo 3 m de profundidad), está separado del mar Mediterráneo por un banco de arena. Se encuentra incluido por la Convención de Ramsar (protección de los humedales) y es un área natural protegida.
Este lago se conecta con el mar a través de una pequeña ensenada natural en su extremo oriental, lo que permite ser inundados por el mar durante el invierno, cuando hay tormentas. Durante el verano el lago está aislado del mar, ya que sus aguas se evaporan, dejando tras de sí grandes extensiones de sal.
Existen dos entradas de agua (Bughaz I, II), las que son dragadas desde el año 1905 a lo largo del banco de arena, para quitar parte de la sedimentación y permitir su ingreso, lográndose que el nivel de salinidad sea adecuado para el desarrollo de la pesca.
Bardawil es una fuente importante de la industria pesquera local, produciendo más de 2.500 toneladas anuales, especialmente de peces  Auratus aurata y Mugil, dando empleo a unos 3.000 pescadores. La pesca es suspendida entre enero y mayo, con el fin de permitir que las poblaciones de peces se recuperen.

## Biodiversidad
- Aves: miles de aves habitan este lago, destacándose las siguientes especies, Phoenicopterus roseus, Phalacrocorax carbo, Circus macrourus, Crex crex, Charadrius alexandrinus, Sterna albifrons.

- Reptiles: la costa mediterránea de la laguna es de importancia potencial para la anidación de dos tortugas de mar, Caretta caretta y Chelonia mydas, islotes y dunas junto al lago representan algunos de los últimos hábitats restantes de pequeñas poblaciones de la tortuga Testudo kleinmanni.

- Mamíferos: vive entre las dunas el zorro Vulpes zerda (en baja densidad).